# Adolescence (miniserie televisiva)
Adolescence è una miniserie televisiva britannica del 2025, ideata da Jack Thorne e Stephen Graham e diretta da Philip Barantini.
Utilizzando un unico piano sequenza per episodio, segue da diverse prospettive il caso di omicidio di una adolescente, di cui è accusato un compagno di classe. I temi esplorati sono gli effetti del bullismo, del cyberbullismo e dell'assimilazione della sottocultura della manosfera e degli incel sui più giovani. È stata accolta positivamente dalla critica, che ne ha lodato la regia, la sceneggiatura e le interpretazioni dei protagonisti.

## Trama

### Episodio 1
L'8 maggio 2024, nello Yorkshire, l'ispettore capo Luke Bascombe e la sergente capo Misha Frank guidano un raid della polizia a casa della famiglia Miller, composta dai genitori Eddie e Manda e dai figli, l'adolescente Lisa e il tredicenne Jamie. La polizia sfonda la porta e arresta Jamie con l'accusa di omicidio. La famiglia, sconvolta, non si capacita dell'accaduto; Jamie, in lacrime e terrorizzato, proclama ripetutamente la sua innocenza durante il suo trasporto alla vicina stazione di polizia. Dopo che gli sono stati elencati i suoi diritti, Jamie viene schedato e chiuso in una cella, mentre la sua famiglia arriva alla centrale. Paul Barlow, l'avvocato d'ufficio che Jamie ha accettato di nominare, dopo un colloquio privato con Bascombe, consiglia al ragazzo di rispondere "no comment" a tutte le domande riferite ai fatti della sera prima. Eddie, su richiesta del figlio, accetta di fargli da garante stando con lui durante la perquisizione corporale e l'interrogatorio, raccomandandosi ripetutamente che faccia colazione. Nell'interrogatorio, Bascombe e Frank spostano l'argomento sul rapporto del ragazzino con le donne, rivelando che ha lasciato dei commenti offensivi e sessualmente espliciti sotto foto di modelle su Instagram. Dopodiché, gli fanno domande sul suo legame con Katie Leonard, una sua compagna di classe e amica morta la sera prima dopo essere stata pugnalata sette volte. Eddie dubita che Jamie c'entri qualcosa e il ragazzino, su richiesta del genitore, gli giura di essere estraneo all'avvenimento. Bascombe mostra a questo punto ai presenti dei filmati di una videocamera di sorveglianza, nei quali si vede Jamie allontanarsi dai suoi amici per seguire Katie, litigare con lei e aggredirla fisicamente. Stravolto, Eddie rifugge al contatto del figlio, ma poi insieme si mettono a piangere.

### Episodio 2
Tre giorni dopo l'omicidio, Bascombe e Frank visitano la Bruntwood Academy, la scuola media frequentata da Jamie e Katie, per cercare dettagli in più sull'omicidio e il coltello usato nel delitto, non ancora recuperato. Tra gli studenti ci sono Jade, la migliore amica di Katie; Adam, figlio di Bascombe; e Ryan, amico di Jamie. I poliziotti si rendono conto della drammatica situazione scolastica: la notizia dell'omicidio si è diffusa tra gli alunni, tra i quali però molti scherzano e sminuiscono l'accaduto, mentre gli insegnanti sembrano incapaci di gestire i ragazzini indisciplinati, senza riuscire a tenere lezioni o a impedire atti di bullismo. Nella stessa mattinata scatta l'allarme antincendio che fa uscire tutti gli studenti. Qui Jade aggredisce Ryan, accusandolo di essere responsabile della morte della sua amica Katie. Insospettiti, Bascombe e Frank interrogano Ryan, evasivo sull'ubicazione del coltello. Adam prende da parte il padre per spiegargli che Jamie e i suoi amici erano degli emarginati e che Katie aveva bullizzato Jamie, accusandolo di essere un incel su Instagram. Turbati dalla rivelazione, Bascombe e Frank cercano allora nuovamente di parlare con Ryan, il quale scappa da una finestra della scuola, inseguito e infine raggiunto da Bascombe. Il ragazzino confessa di aver prestato il coltello a Jamie, convinto che volesse solo spaventare Katie: Ryan viene così arrestato con l'accusa di complicità nell'omicidio. Bascombe decide di avvicinarsi maggiormente a Adam, mentre Eddie visita il luogo dell'omicidio di Katie per lasciare dei fiori.

### Episodio 3
Sette mesi dopo l'omicidio, la psicologa Briony Ariston fa visita a Jamie nel centro d'istruzione sicuro di Standling, una struttura psichiatrica minorile in cui è rinchiuso in attesa del processo, dovendo preparare un profilo dettagliato sulla sua salute mentale. È la seconda psicologa a ricoprire quel ruolo e parla con una guardia di sicurezza dell'importanza di utilizzare tutte le cinque visite a sua disposizione per valutare il ragazzo nel modo migliore. Jamie è stato recentemente coinvolto in una violenta rissa con un altro detenuto e anche Ryan verrà processato per complicità nell'omicidio. Briony spiega a Jamie che intende cercare di capire quali circostanze possano averlo portato a commettere il delitto; il comportamento del ragazzino è altalenante, passando dall'essere amichevole, compiacente e spaventato ad aggressivo, impulsivo, intimorente verso la psicologa con scatti di violenza contro i mobili nella stanza. Briony analizza in particolar modo l'ambiente sociale in cui Jamie è cresciuto (la famiglia e i coetanei), fino a comprendere la convinzione di non poter mai trovare una ragazza, certo di essere "brutto" spinto dall'opinione che ha di sé stesso e che hanno di lui i compagni. Katie aveva inviato una propria foto in topless a un compagno per cui aveva una cotta, da lui diffusa nell'ambiente scolastico a cui ha conseguito un bullismo di gruppo. Jamie chiese quindi a Katie di uscire, approfittandosi del suo stato di fragilità, ma venendo infine respinto con commenti denigratori verso di lui su Instagram. Jamie, che inizialmente continua a negare di aver ucciso Katie, in seguito allude al fatto di averla seguita con un coltello; sostiene di essere migliore dei propri compagni di classe, ritenendo che loro l'avrebbero violentata, mentre lui non l'avrebbe mai fatto; infine, il ragazzino sminuisce la gravità dell'omicidio a causa della condotta riprovevole della vittima. Jamie ha un altro scatto di nervi, esacerbato dal rifiuto di Briony a rispondere alla sua ossessiva domanda sul suo aspetto estetico e dalla sua comunicazione di voler concludere anticipatamente la seduta, senza necessità di ulteriori incontri. Rimasta sola, Briony, consapevole di aver fatto emergere i tratti più oscuri del carattere di Jamie, piange silenziosamente prima di andarsene.

### Episodio 4
Tredici mesi dopo l'omicidio Jamie è in attesa del processo e i Miller cercano di condurre una vita normale. Il furgone di Eddie viene vandalizzato da degli adolescenti il giorno del suo cinquantesimo compleanno, i quali scrivono la parola nonse (nello spelling della versione italiana diviene devato, cioè deviato scritto male). Cercando di ignorare l'accaduto, la famiglia progetta di festeggiare il compleanno, fermandosi prima in un negozio di ferramenta per rimuovere la vernice dal furgone. Eddie rimane angosciato dalle parole di un dipendente del negozio, che lo riconosce ed esprime la sua solidarietà a Jamie, corroborata dalla stessa ideologia incel che ha radicalizzato il ragazzino e insultando Katie. Eddie si accorge che gli adolescenti vandali lo stanno seguendo, li minaccia fuori dal negozio e, in un impeto d'ira, getta la vernice appena acquistata contro la scritta, inveendo contro il responsabile del negozio che si lamentava dello sversamento di vernice nel parcheggio. Durante il viaggio di ritorno a casa Jamie chiama il padre, non sapendo di essere in vivavoce con tutta la famiglia in ascolto, per annunciare di volersi dichiarare colpevole dell'omicidio durante il processo. A casa, Eddie e Manda discutono della situazione e della loro responsabilità, arrivando a riconoscere le loro colpe per non aver prestato attenzione a quello che Jamie stava assimilando online. Eddie piange sul letto del figlio, scusandosi con lui.

## Personaggi e interpreti

### Principali
- Stephen Graham: Eddie Miller
- Owen Cooper: Jamie Miller
- Ashley Walters: Luke Bascombe
- Erin Doherty: Briony Ariston
- Faye Marsay: Misha Frank
- Christine Tremarco: Manda Miller
- Amélie Pease: Lisa Miller

### Altri
- Mark Stanley: Paul Barlow
- Jo Hartley: signora Fenumore
- Anne Hornby: Tonia Simpson
- Connor Calland: Agente Jenkins
- Birdi Iredale: Eileen
- Jon Furlong: Derek
- Neil Bell: sergente Golding
- Jay Johnson: agente Grogan
- Faye McKeever: Erica
- Fatima Bojang: Jade
- Elodie Grace Walker: Georgie
- Emilia Holliday: Katie
- Robbie O'Neill: signor Garfield
- Kaine Davis: Ryan Kowalska
- Lewis Pemberton: Tommy
- Amari Bacchus: Adam Bascombe
- Austin Haynes: Fredo
- Hannah Walters: signora Bailey
- Craig Cheetham: signor Hutchinson
- Adam Khan: Tau
- Charlie McSweeney: Shaun
- Alfie Ward: Moray
- Faraz Ayub: signor Malik
- Melissa Johns: Carla
- Jonathon Ojinnaka: signor Curtis
- Amelia Minto: Billie
- Tajinder Singh Chana: Charlie
- Douglas Russell: Victor
- Claudius Peters: Frank
- Liam Hawkins-Finnegan: Paul
- Kaya Moore: Terry
- Joe Barber: Quint

## Produzione
(Owen Cooper)
L'idea per la serie fu originariamente concepita da Stephen Graham come risposta a un improvviso aumento di crimini violenti con coltelli in Gran Bretagna, tra cui l'omicidio di Ava White. Decise dunque di creare un prodotto audiovisivo che esplorasse la motivazione di atti estremi di violenza contro le ragazze da parte di ragazzi e per tale motivo collaborò con lo sceneggiatore Jack Thorne. Parlando al programma artistico Front Row di BBC Radio 4, Thorne affermò che i due sceneggiatori volevano «guardare negli occhi la rabbia maschile» ed esaminare l'influenza di personaggi pubblici come Andrew Tate sui giovani ragazzi.
Il progetto venne annunciato nel marzo 2024 con il titolo provvisorio di Adolescence, poi rivelatosi definitivo. Venne presentata come un dramma poliziesco limitato in quattro parti, che avrebbe raccontato le vicende in tempo reale attraverso un unico piano sequenza a episodio. Phillip Barantini venne annunciato come regista; tra i produttori ci sarebbero stati Warp Films, Matriarch Productions, Plan B Entertainment e Jo Johnson; Graham, Thorne e Barantini sarebbero stati i produttori esecutivi insieme a Mark Herbert, Emily Feller, Hannah Walters, Jeremy Kleiner, Dede Gardner e Nina Wolarsky.
Owen Cooper fu scelto per il ruolo del giovane protagonista all'età di 15 anni, senza alcuna esperienza attoriale precedente. La direttrice del casting Shaheen Baig aveva preso in considerazione 500 ragazzi per la parte, ma Cooper attirò la sua attenzione dopo averle inviato un nastro e in tal modo si assicurò il ruolo.
La serie notoriamente utilizza in modo estensivo il piano sequenza nelle riprese, in cui ogni episodio è stato girato in un'unica ripresa senza interruzioni. Le riprese sono state preparate attraverso numerose prove, culminando in simulazioni tecniche complete durante le quali il direttore della fotografia pianificava i movimenti della telecamera. Ogni episodio, della durata di circa un'ora, è stato girato mediamente dieci volte, con due turni di riprese al giorno. Nella fase di montaggio ogni episodio è stato confezionato come un'unica ripresa continua, senza tagli o (fatta eccezione per il secondo episodio) modifiche tramite immagini generate al computer .
Le riprese si sono svolte nello Yorkshire, in Regno Unito, dal mese di luglio 2024 all'ottobre seguente. Le località scelte per l'ambientazione della miniserie includono South Kirkby, South Elmsall e Sheffield. Il Minsthorpe Community College di South Elmsall è stato utilizzato per le scene ambientate nella fittizia Bruntwood Academy del secondo episodio. Le riprese delle scene girate all'interno della stazione di polizia sono state in realtà effettuate in un set cinematografico appositamente costruito presso gli studi di Production Park a South Kirkby, in modo da gestire la complessità legate all'utilizzo di un unico piano sequenza.

## Distribuzione
La miniserie è stata distribuita sulla piattaforma Netflix il 13 marzo 2025.

### Edizione italiana
La direzione del doppiaggio è a cura di Michele Gammino, su dialoghi di Barbara Nicotra, per conto di CDC Sefit Group.

## Accoglienza

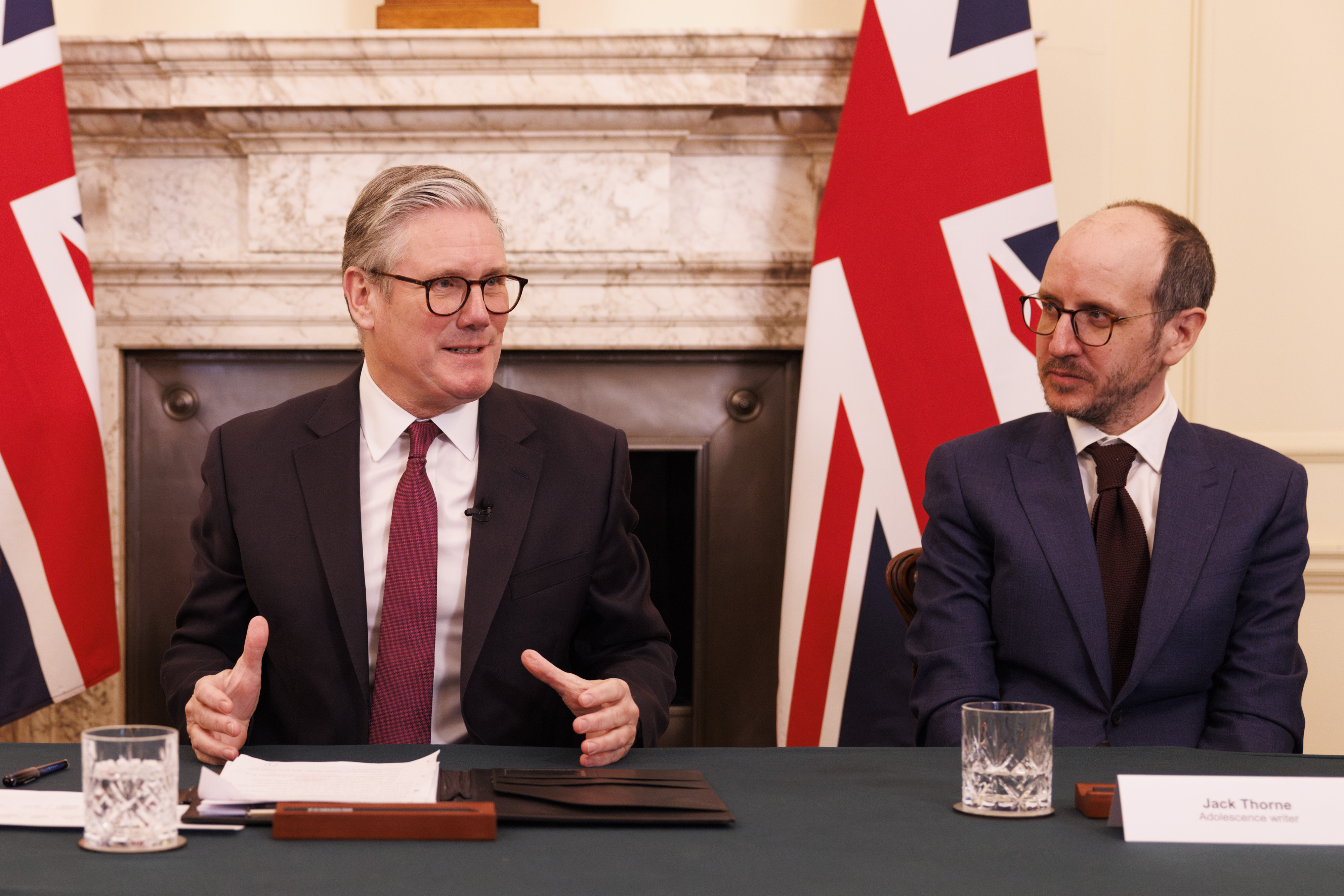
Il Primo ministro britannico Keir Starmer durante una conferenza con Jack Thorne e altri creatori della miniserie

Adolescence è stata accolta positivamente da parte della critica specializzata. Sull'aggregatore di recensioni Rotten Tomatoes ha registrato un indice di gradimento del 99% basato su 100 recensioni di critici, con una valutazione media di 9,3 su 10 e un giudizio riassuntivo che recita: «Stilisticamente audace e splendidamente recitato dall'inizio alla fine, Adolescence è un capolavoro di narrazione televisiva e un'esperienza visiva bruciante che lascia il segno». Metacritic ha calcolato una media ponderata di 91 su 100 basata su 27 recensioni, indicando «il plauso universale».
Scrivendo per il The Guardian, Lucy Mangan ha affermato che Adolescence è «la cosa più vicina alla perfezione televisiva degli ultimi decenni», sottolineando in modo particolare la recitazione di Owen Cooper ed Erin Doherty. Anita Singh del The Daily Telegraph ha trovato la serie «una visione devastante» e la recitazione «fenomenale», affermando che la tecnica di utilizzare un'unica prospettiva di ripresa potrebbe sembrare «un espediente visivo». Anche Sophie Butcher di Empire ha elogiato la ripresa continua, affermando che si è trattato dell'«impresa televisiva più vertiginosa dell'anno», contribuendo a intensificare l'emozione sullo schermo.

## Riconoscimenti
- 2025 – Astra TV Awards[25][26]
  - Miglior miniserie
  - Miglior attore non protagonista in una miniserie o film TV a Owen Cooper
  - Miglior regia in una miniserie o film TV a Philip Barantini per Episodio 3
  - Miglior sceneggiatura in una miniserie o film TV a Jack Thorne e Stephen Graham per Episodio 3
  - Candidatura al miglior attore in una miniserie o film TV a Stephen Graham
  - Candidatura al miglior attore non protagonista in una miniserie o film TV a Ashley Walters
  - Candidatura alla miglior attrice non protagonista in una miniserie o film TV a Erin Doherty
  - Candidatura al miglior cast in una miniserie o film TV
- 2025 – Premio Emmy[27]
  - Candidatura alla miglior miniserie o serie antologica
  - Candidatura al miglior attore in una miniserie, serie antologica o film TV a Stephen Graham
  - Candidatura al miglior attore non protagonista in una miniserie, serie antologica o film TV a Owen Cooper e Ashley Walters
  - Candidatura alla miglior attrice non protagonista in una miniserie, serie antologica o film TV a Erin Doherty e Christine Tremarco
  - Candidatura alla miglior regia per una miniserie, serie antologica o film TV a Philip Barantini
  - Candidatura al miglior missaggio sonoro per una miniserie o film TV per la puntata Episodio 1
  - Candidatura al miglior montaggio sonoro per una miniserie, serie antologica, film TV o speciale per la puntata Episodio 1
- 2025 – Gotham Awards[28][29]
  - Miglior miniserie rivelazione
  - Miglior interpretazione da protagonista in una miniserie a Stephen Graham
  - Miglior interpretazione non protagonista in una miniserie a Owen Cooper
  - Candidatura alla miglior interpretazione non protagonista in una miniserie a Erin Doherty